# NGC 1285
NGC 1285 ist eine Balken-Spiralgalaxie vom Hubble-Typ SBb/P im Sternbild Eridanus am Südsternhimmel. Sie ist schätzungsweise 233 Millionen Lichtjahre von der Milchstraße entfernt und hat einen Durchmesser von etwa 105.000 Lichtjahren.
Im selben Himmelsareal befinden sich u. a. die Galaxien NGC 1286 und NGC 1303.
Die Typ-IIn-Supernova SN 2004F wurde hier beobachtet.
Das Objekt wurde am 28. Oktober 1865 von Heinrich Louis d’Arrest entdeckt.